# Udo Hesse
Udo Hesse (* 1955 in Troisdorf, Rheinland) ist ein deutscher Fotograf.
Er studierte von 1976 bis 1978 Fotografie am Lette-Verein in Berlin, wo er seitdem lebt.
Er ist vor allem für seine Porträts bekannt, weitere Themen seiner Arbeit sind Tanz und Architektur, sowie Berlin.
Fotos von Udo Hesse befinden sich in einigen öffentlichen Sammlungen, darunter das Deutsche Historische Museum Berlin, das Jüdische Museum Berlin, das Kupferstichkabinett Dresden, das Deutsche Tanzarchiv Köln und das International Center of Photography in New York City.

## Bücher
- Tagesvisum Ost-Berlin. One-Day Visa For East Berlin, Hartmann Books, Stuttgart 2019, ISBN 978-3-96070-042-5.
- posed | exposed – Dieter Heitkamp in Fotografien, DruckVerlag Kettler, Bönen 2007, ISBN 978-3-939825-31-9.
- Als noch Osten war, Berlin Story Verlag, Berlin 2007, ISBN 3-929829-49-5.
- Berlin-Architekten-Portraits, Wasmuth-Verlag, Tübingen/Berlin 2000, ISBN 3-8030-0605-8.
- Als noch Osten war, Elefanten Press Verlag, Berlin 1999, ISBN 3-88520-760-5.
- Tanzfabrik – Ein Berliner Modell im Zeitgenössischen Tanz (Hrsg. Claudia Feest), Hentrich & Hentrich-Verlag, Berlin 1998, ISBN 3-933471-01-X.

## Bibliografie
- Das Porträt im XX. Jahrhundert, Deutsches Historisches Museum, Berlin, 2005
- Reflections In A Glass Eye, International Center Of Photography, NYC, 1999
- Mit den Augen der Anderen, Kunstamt Schöneberg, Berlin, 1988
- Berlin Fotografisch, Berlinische Galerie 1982